# Minuartia ekmaniana
Minuartia ekmaniana är en nejlikväxtart som först beskrevs av Ignatz Urban, och fick sitt nu gällande namn av Acev.-rodr. Minuartia ekmaniana ingår i släktet nörlar, och familjen nejlikväxter. Inga underarter finns listade i Catalogue of Life.